# 13408 Deadoklestic
13408 Deadoklestic (tên chỉ định: 1999 TF14) là một tiểu hành tinh vành đai chính. Nó được phát hiện bởi Mario Jurić và Korado Korlević ở Đài thiên văn Višnjan ở Višnjan, Croatia, ngày 10 tháng 10 năm 1999. Nó được đặt theo tên Dea Doklestic, a geophysicist và Jurić's wife.